# ادنا (آیووا)
ادنا (به انگلیسی: Edna) یک منطقهٔ مسکونی در ایالات متحده آمریکا است که در آیووا واقع شده‌است. ادنا ۴۳۰ متر بالاتر از سطح دریا واقع شده‌است.